# Día de Seward

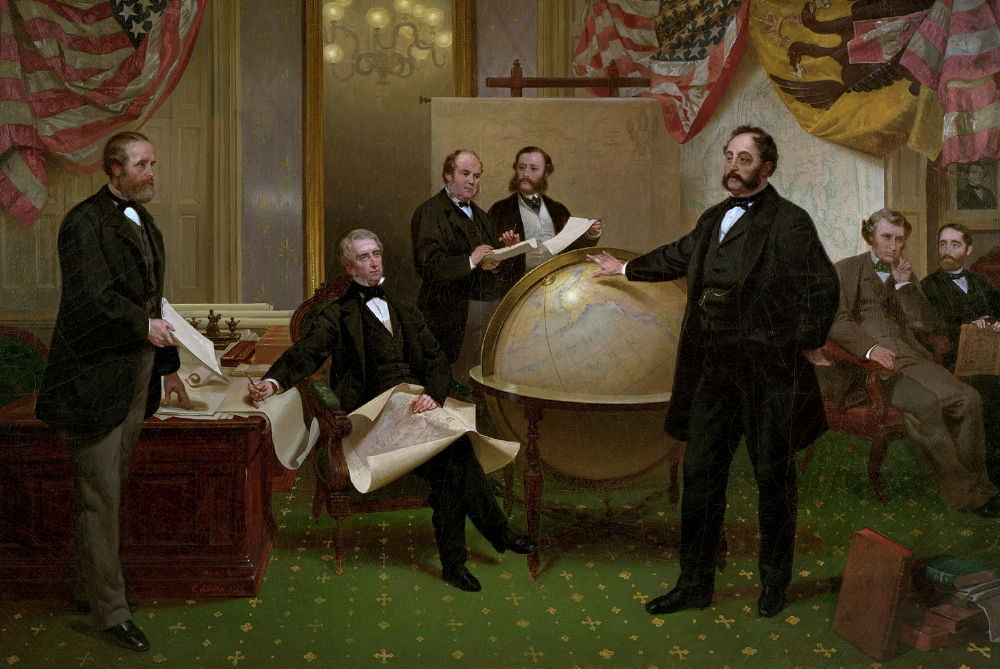
Firma de la compra de Alaska (casa de William H. Seward House, Auburn, New York).De izquierda a derecha: Robert S. Chew, (Secretario de Estado de EE. UU.), William H. Seward, William Hunter, Mr. Bodisco, Barón de Stoeckl (embajador ruso), Charles Sumner, Fredrick W. Seward,.

El día de Seward es una fiesta oficial del estado estadounidense de Alaska. Se celebra el último lunes de marzo, y conmemora la firma del tratado de la compra de Alaska, llevada a cabo el 30 de marzo de 1867. Su nombre proviene del entonces Secretario de Estado William H. Seward, el cual negoció la compra con Rusia.
No debe confundirse esta fiesta con el día de Alaska, que conmemora la transferencia formal del territorio de Alaska a los Estados Unidos por parte de Rusia.